# Halina Rutska
Halina Zofia Ludwika Rutska (ur. 30 lipca 1868 w majątku Kadyjówka pod Jarmolińcami na Podolu, zm. 26 kwietnia 1932 w Warszawie) – polska działaczka społeczno-naukowa, regionalistka, bibliotekarka, muzealniczka.

## Życiorys
Była córką Józefa i Joanny Izabeli Horodyskich. W 1885 lub 1886 ukończyła żeńską pensję Joanny Krzywobłockiej w Warszawie, a następnie uczestniczyła w tajnych kursach naukowo-literackich Uniwersytetu Latającego. Po skończeniu studiów wyjechała do krewnych na Podole. Potem przez pół roku była nauczycielką w dworze Kaczorowskich.
W 1887 w Połonnem na Wołyniu wyszła za mąż za Stefana Maksymiliana Rutskiego (1855–1932). W 1888 przeprowadzili się do Płocka, gdzie mąż dostał posadę nauczyciela w gimnazjum gubernialnym, a w latach 1919–1922 był dyrektorem nowo powstałego Archiwum Państwowego.
W 1904 małżonkowie zajęli się przejęciem daru Gustawa Zielińskiego w postaci jednego z najcenniejszych w Polsce zbiorów bibliofilskich. W Towarzystwie Naukowym Płockim (TNP), powstałym w 1907, które przejęło na własność zbiory Zielińskich, Rutscy organizowali Bibliotekę im. Zielińskich oraz Muzeum (od 1928 Muzeum Mazowsza Płockiego im. Ignacego Mościckiego, po II wojnie światowej Muzeum Mazowieckie). Jej działaniom TNP zawdzięcza pierwszą siedzibę przy Rynku Kanonicznym 8 (współcześnie plac Narutowicza 8). Działając społecznie, Halina Rutska pełniła funkcję kustosza zbiorów muzealnych. Przygotowała pierwszą wystawę w TNP. Pozyskiwała eksponaty, prowadziła badania terenowe, popularyzowała wiedzę o muzeum, dzięki czemu do placówki spływały dary od właścicieli okolicznych majątków, nauczycielstwa i chłopstwa. Nakłoniła ks. Władysława Skierkowskiego, członka TNP, do nabycia na Kurpiach Zielonych eksponatów etnograficznych, a członkinię TNP, Marię Macieszynę, do badań nad szopką bożonarodzeniową. Społecznie kierowała muzeum TNP do końca życia. Ceniono ją w Płocku oraz w środowisku polskich muzealników. W TNP przyjmowała oficjalne wizyty zwiedzających, oprowadzała wycieczki. W 1929 przygotowała ekspozycję etnograficzną na Pierwszą Okręgową Wystawę Regionalną w Płocku. Współpracowała z Wandą Szrajberówną.
Była członkinią zarządu TNP, w jego imieniu występowała o subsydia, prowadziła księgowość i prace biurowe. Była reprezentantką TNP przed instytucjami lokalnymi i centralnymi.
W czasie I wojny światowej pracowała w Czerwonym Krzyżu w Płocku jako pielęgniarka. W 1916 została członkinią zarządu Związku Obrony Ojczyzny. W latach 1918–1920 należała do Płockiego Komitetu Obrony Lwowa i Służby Narodowej Kobiet Polskich. Uczestniczyła w pracach Zarządu Chrześcijańskiego Towarzystwa Ochrony Kobiet w Płocku. W 1920 brała udział w obronie Płocka, pilnowała też zbiorów TNP przez grabieżą i zniszczeniem. W międzywojniu przewodniczyła Kołu Miłośników Płocka przy TNP. Brała udział w pracach Towarzystwa Ogrodniczego i Komitetu Plantacyjnego. Popierała endecję.
Zmarła w Instytucie Radowym. Pochowano ją u boku męża na cmentarzu parafii pw. św. Bartłomieja w Płocku.

## Odznaczenia
W 1925 otrzymała Krzyż Oficerski Orderu Odrodzenia Polski za pracę społeczną i organizację nauki polskiej, zaś w 1931 Złoty Krzyż Zasługi.

## Upamiętnienie
W 1933 TNP zorganizowało zebranie dla uczczenia jej zasług. W Gimnazjum im. Marszałka Stanisława Małachowskiego odsłonięto tablicę upamiętniającą Rutskich.
W 1972, w 40. rocznicę śmierci Haliny i Stefana Rutskich, jedną z ulic w Płocku nazwano ich imieniem.
W 2018 Stowarzyszenie „Starówka Płocka” odnowiło grobowiec małżonków. W ramach Nocy Muzeów w Muzeum Mazowieckim w Płocku postać Haliny Rutskiej oprowadzała zwiedzających odtworzoną salę posiedzeń zarządu TNP. W TNP otwarto wystawę poświęconą Halinie Rutskiej.